# Disco magneto-óptico

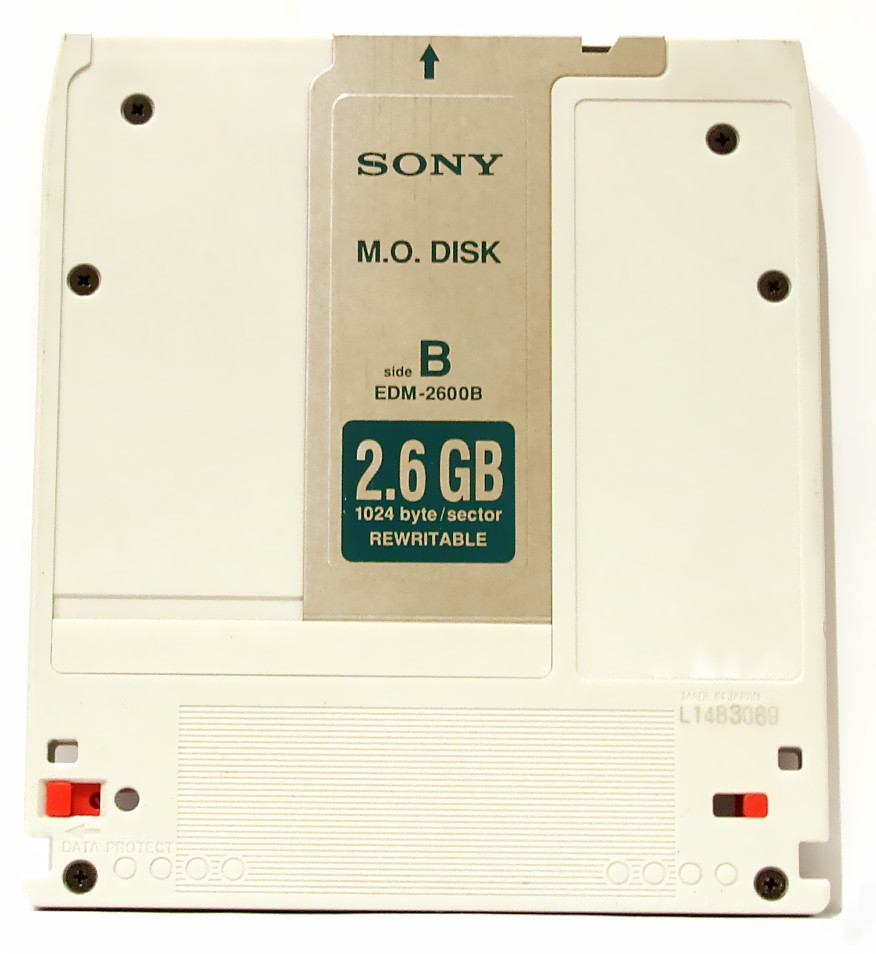
Disco magneto-óptico de 2.6GB y 130 mm.

Un disco magneto-óptico (MO) es un tipo de medio de almacenamiento que permite la escritura, borrado y reescritura de datos, combinando tecnologías magnéticas y ópticas. Funciona mediante un proceso en el cual un rayo láser calienta un punto específico del disco, permitiendo que un campo magnético modifique su polaridad. La lectura, por otro lado, se realiza mediante un sistema óptico, similar al de los discos compactos.
Este tipo de discos puede utilizarse para almacenar tanto datos informáticos como contenido de audio, al igual que los CD-RW. Uno de sus principales beneficios es la durabilidad y estabilidad del almacenamiento a largo plazo.

## Características

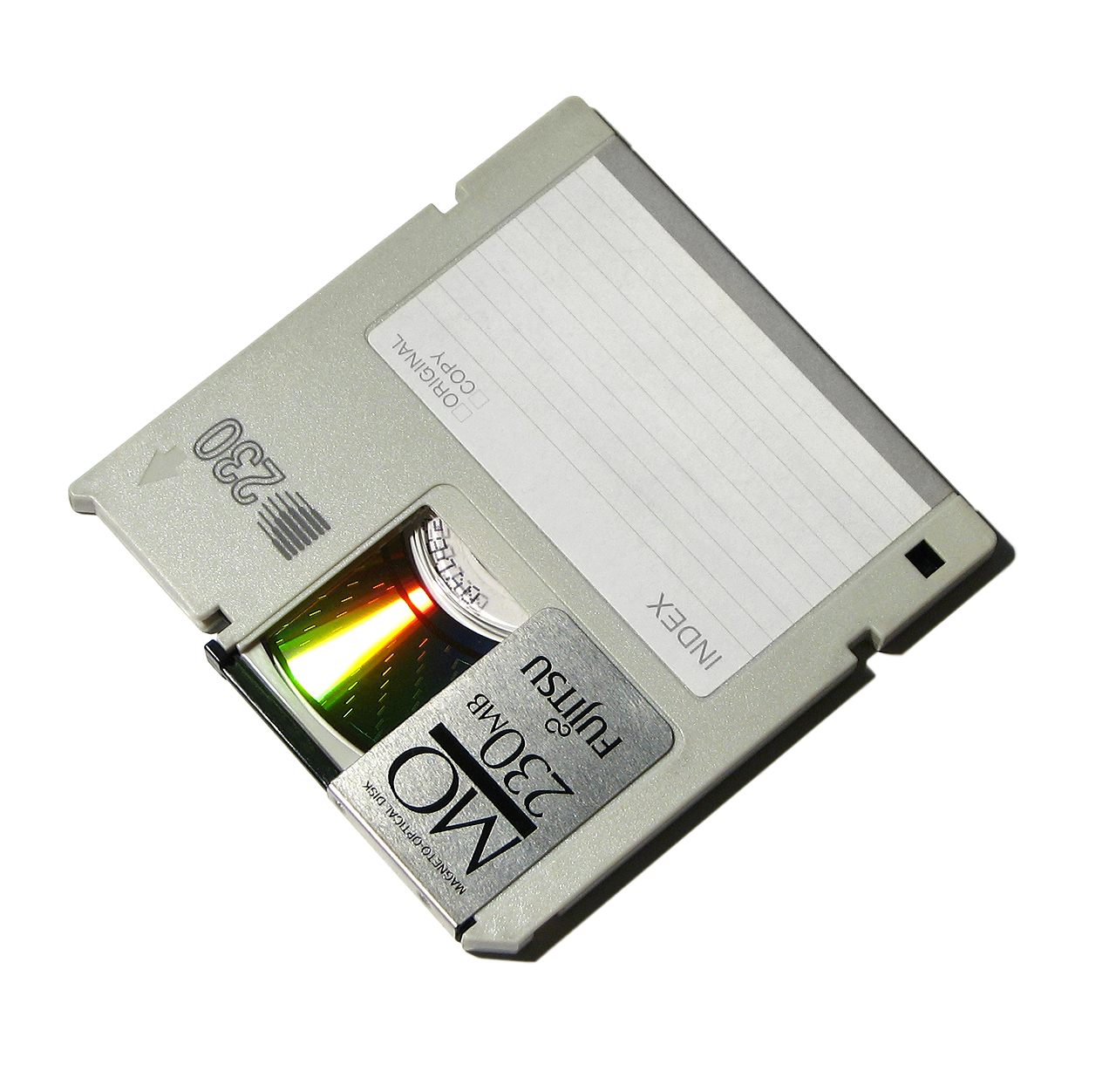
Disco magneto-óptico Fujitsu de 230 MB y 90 mm.

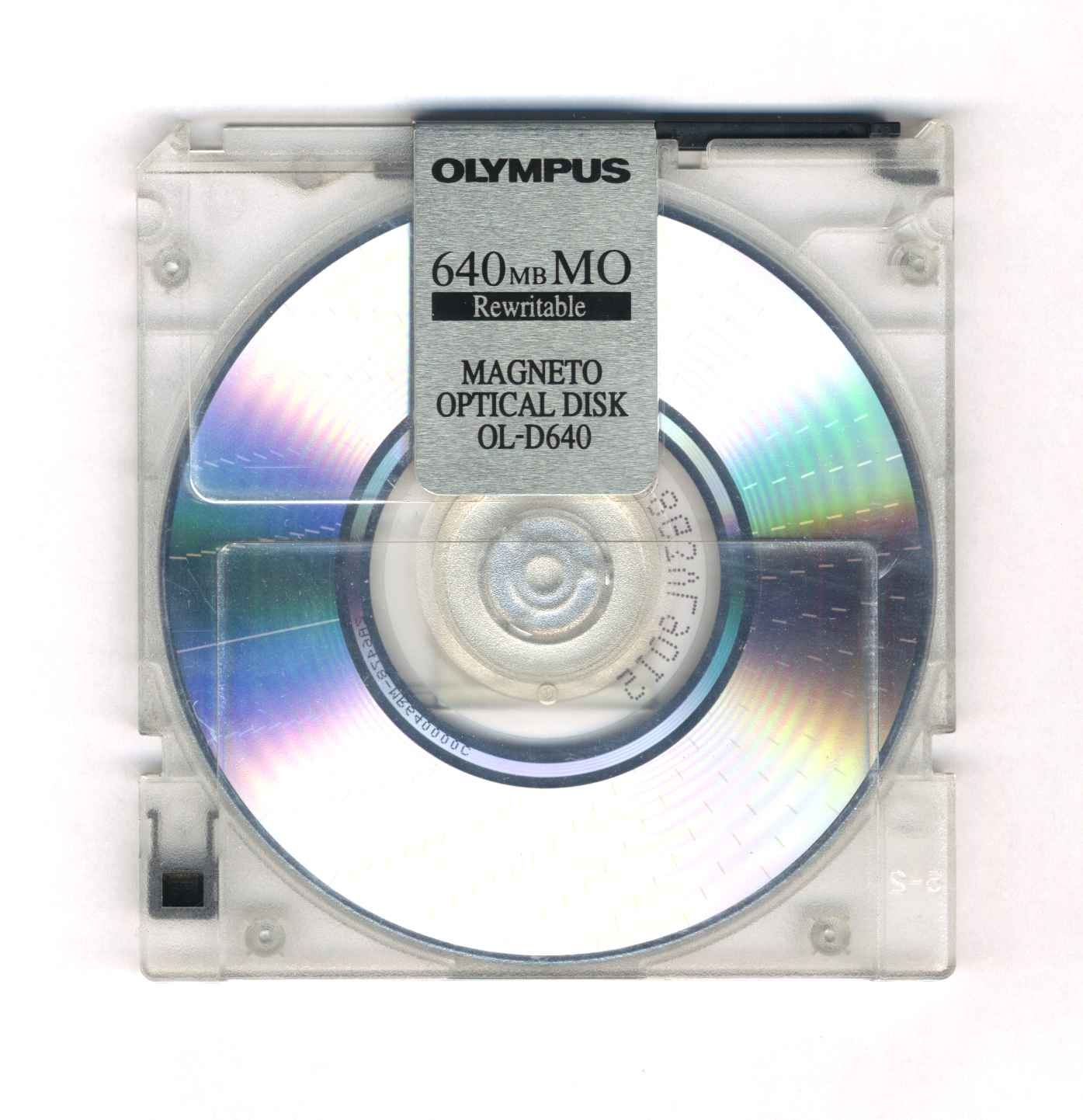
Disco magneto-óptico de 640MB y 90 mm.

- Tecnología híbrida: La grabación se realiza de forma magnética bajo la influencia de un láser, mientras que la lectura es completamente óptica.

- Alta resistencia a campos magnéticos: A diferencia de los disquetes, los discos MO no pueden ser alterados mediante campos magnéticos convencionales, lo que los hace muy seguros.
- Longevidad del soporte: Los fabricantes aseguran una vida útil de hasta 30 años sin pérdidas de datos ni distorsión.
- Ejemplo representativo: El MiniDisc es uno de los formatos más conocidos basado en esta tecnología.

## Seguridad en la escritura
Las unidades MO realizan una verificación automática de los datos después de escribir, al igual que lo hacían las antiguas disqueteras. Si se detecta un error, el sistema intenta escribir nuevamente. Aunque este proceso incrementa el tiempo de escritura (hasta tres veces más lento que la lectura), también garantiza una integridad superior de los datos almacenados, superando en fiabilidad a medios como CD-R o DVD-R.

## Compatibilidad del sistema de archivos
Los discos magneto-ópticos son tratados por los sistemas operativos como si fueran discos duros, ya que no requieren de un sistema de archivos específico. Esto permite su formateo con estructuras comunes como FAT, HPFS o NTFS, facilitando su integración en entornos diversos.

## Aplicaciones actuales
Si bien su uso ha disminuido con la aparición de nuevas tecnologías, los discos MO aún se utilizan en:
- Sistemas de respaldo (backups) con rápida disponibilidad.
- Unidades NAS para almacenar archivos poco modificados pero de gran importancia.
- Bases documentales digitales, como archivos históricos, escaneos de libros o colecciones hemerográficas, donde la seguridad y estabilidad del almacenamiento es prioritaria.

## Información técnica
El disco magneto-óptico consta de una capa ferromagnética cubierta por una de plástico, y nunca hay contacto físico con él. Los datos se graban en una aleación metálica que se conoce como recubrimiento de cambio de fase.

### Grabación
Una muy pequeña porción de la superficie del disco es calentada con un láser mientras la zona se encuentra bajo la influencia de un campo magnético. Cuando ese punto del recubrimiento de cambio de fase alcanza una temperatura crítica conocida como de Curie (cerca de 180 °C) se modifica su estado de cristalización y la estructura del material se torna temporalmente "grabable" dentro de él. Aprovechando el cambio en el estado de cristalización, el flujo magnético presente en la región reorienta los dominios magnéticos dentro de esta zona temporalmente vulnerable de la aleación metálica. Este ordenamiento es realizado en direcciones opuestas, en función de la información binaria, la cual de este modo queda almacenada permanentemente.
Al salir de la zona de grabación como producto de la rotación del disco, el material se enfría rápidamente, y el magnetismo inducido que permanece en ese punto produce que no se recristalice adecuadamente, por lo que no vuelve a su estado original, cambiando así su reflectividad.

### Borrado
Si no hay presente ningún flujo magnético intenso cuando el material alcanza la temperatura de Curie, su estructura cristalina se relaja y normaliza, produciendo el borrado de la información existente en ese punto.

### Lectura
Durante la lectura, el láser disminuye su potencia y se posiciona sobre el disco que, según el estado magnético de cada punto de la superficie, refleja la luz de forma diferente debido al efecto Kerr de birrefringencia. El rayo reflejado es detectado por un sensor de forma similar a la utilizada en los lectores de discos compactos.

## Historia
Los discos MO aparecieron a finales de los ochenta. Inicialmente eran de 5,25 pulgadas (130 mm), similares a un disco compacto encapsulado dentro de un cartucho. Luego aparecieron los de 3,5 (90 mm).
Los ordenadores NeXT fueron los primeros en ofrecer de serie esta tecnología, pero Canon la proporcionó a otros fabricantes.
En 1997 apareció la tecnología de Light Intensity Modulated Direct Overwrite, que conseguía incrementar el nivel de rendimiento de los discos.

### Unidades de 90 mm
Las unidades de 3,5 (90 mm) vienen a tener el tamaño y aspecto de una unidad de disquete, pero con la profundidad de un disco duro de 3,5. el soporte tiene el tamaño de un disquete de 1.44 MB, pero dos veces más grueso debido a la cubierta que los protege del polvo. Mientras que los de 130 mm son siempre dispositivos SCSI, los de 90 mm pueden ser SCSI, IDE o USB. Además, mientras que los de 130 mm tienen ambas caras preparadas para almacenar datos, los de 90 mm sólo tienen una cara de datos, por lo que su soporte no está preparado para poder girarlo (un dispositivo de seguridad similar al del disquete impide la introducción errónea del soporte).
Cada ciclo de escritura requiere una pasada del láser para borrar la superficie, y otra para que el imán escriba la información. En 1996, la tecnología Direct Overwrite (sobrescritura directa) fue introducida en los discos magneto-ópticos de 3.5", esto evitaba el borrado inicial antes de la escritura, también requería el uso de dispositivos especiales.
La capacidad de los discos de 90 mm era inicialmente de 128 MB y se fue ampliando sucesivamente a 230 MB, 530 MB, 640 MB, 1,3 GB y 2,3 GB. Todas las unidades son capaces de leer y mayoritariamente escribir en los soportes de menor capacidad, una de las causas de su popularidad en el campo del diseño gráfico, pues con el Iomega Zip desplazaron a las unidades SyQuest como medio de trasladar los trabajos de arte final del editor/creativo a la imprenta. Esto permitía que sólo tuvieran que usar un soporte leído por las unidades de ambos (normalmente la imprenta se actualizaba con más frecuencia para poder abarcar más clientes) y el precio era asequible para las pequeñas empresas e incluso los particulares.
Fujitsu fue el mayor fabricante de unidades de 90 mm con sus series Dynamo, pero ha descatalogado su producción y venta. Hoy en día sólo MaxOptix (que es el mayor fabricante de 130 mm) y PDO Konica Minolta continúan fabricando unidades de 90 mm; ambas compañías tienen actualmente disponible una unidad pocket externa de 3,5 y 1.3 GB con interfaz USB por un precio similar (399 dólares o euros, dependiendo de la marca y/o el distribuidor)

## Innovaciones recientes
En 2004, Sony lanzó un MiniDisc de 1 GB de capacidad llamado "Hi-MD". Este aumento en seis veces se debió a una nueva técnica: a diferencia de los MiniDisc normales, los de gran capacidad poseen pistas más finas que, al ser leídas, se redimensionan hasta alcanzar un tamaño legible. Están formados por 3 capas: una de desplazamiento, una de intercambio y una de memoria. Cuando no están siendo leídos, el campo magnético en la capa de memoria es el mismo que en las de desplazamiento e intercambio. Pero al posicionar el rayo láser sobre la pista, la capa de intercambio, que tiene un punto de Curie más bajo que las otras, se desmagnetiza y se desacopla de la capa de desplazamiento, cuya capa magnética alrededor de la pista se deshabilita, causando que ésta se expanda a un tamaño legible.